# Flughafen Rio de Janeiro–Santos Dumont

i7
i11
i13
Der Aeroporto Santos Dumont (IATA-Code: SDU, ICAO-Code: SBRJ) ist einer der beiden Flughäfen der brasilianischen Stadt Rio de Janeiro. Er dient dem innerbrasilianischen Verkehr.
Daneben dient er auch als Militärflugplatz; dieser Teil des Flughafens wird von den Luftstreitkräften, der Força Aérea Brasileira (FAB), als Base Aérea de Santos bezeichnet. Sie nutzt ihn als Stützpunkt einer Gruppe zur Kalibrierung, der Grupo Especial de Insepção en Vôo, die mit Messflugzeugen IU-50 und IU-93A ausgerüstet ist.

## Lage

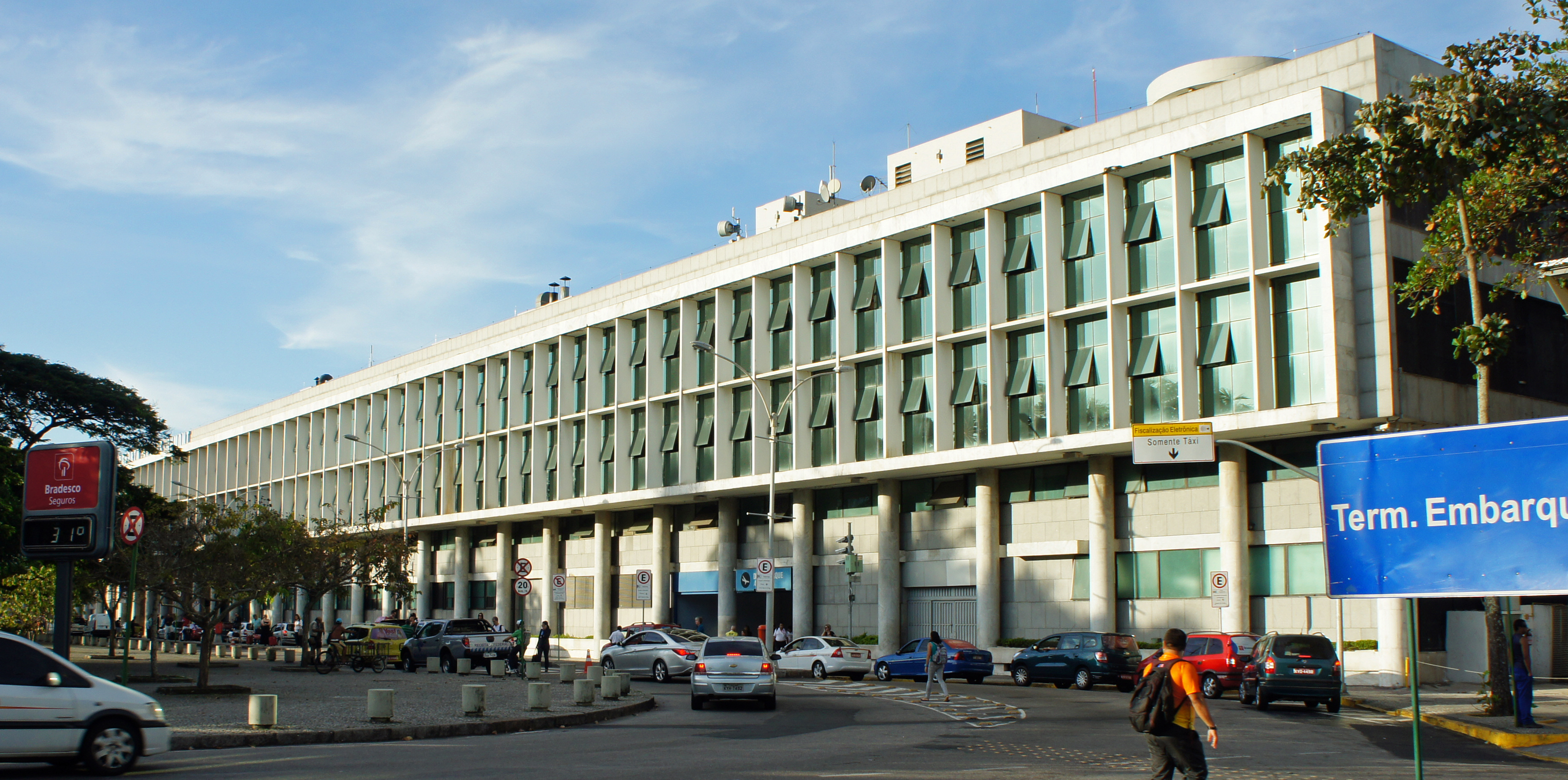
Ansicht des alten Terminalgebäudes

Der Flughafen befindet sich auf einer Landzunge in der unmittelbaren Nähe der Innenstadt von Rio de Janeiro in der Unterpräfektur Centro e Centro Histórico.
Der Flughafen ist bekannt für den anspruchsvollen Anflug auf die Landebahn 02. Ein gewöhnlicher Anflug auf einem ILS-Gleitpfad ist nicht möglich, da sich das Wahrzeichen Rio de Janeiros, der vierhundert Meter hohe Granitfelsen des Zuckerhuts, weniger als vier Kilometer vor der Landebahn befindet. Die Piloten fliegen einen nach Osten versetzten Endanflug und beginnen kurz nach der Felskette eine im Sichtflug durchgeführte Linkskurve, um auf dem Flughafen zu landen.

## Geschichte
Gebaut wurde der Flughafen in den Jahren von 1937 bis 1944. Geplant wurde er durch die beiden Architekten Marcelo und Milton Roberto. Benannt ist er nach dem brasilianischen Luftfahrtpionier Alberto Santos Dumont.
Seit 2016 bedient das neue Straßenbahnsystem von Rio de Janeiro den Flughafen.

## Flughafenanlagen

### Start- und Landebahn
Die vorhandene Start- und Landebahn 02R/20L hat eine Länge von 1323 Metern. Um die Kapazität zu steigern, wurde die zweite Start- und Landebahn 02L/20R mit einer Länge von 1260 Metern errichtet.

### Terminal
Das Passagierterminal wird von seiner langen streng gerasterten Glasfassade geprägt. Senkrechte Lamellen aus Beton dienen dabei als Schutz vor der Sonne. Im Erdgeschoss sind sowohl das Ankunfts- als auch das Abflugterminal untergebracht. Der erste Stock ist der Verwaltung, Geschäften und Restaurants vorbehalten.

## Fluggesellschaften und Ziele
Von diesem Flughafen aus wird die Luftbrücke Rio de Janeiro-São Paulo zum innerstädtischen Flughafen Congonhas in São Paulo bedient, teilweise im 10-Minuten-Takt. Es gibt täglich bis zu 80 Verbindungen aller Fluggesellschaften auf diesem Abschnitt. Der Flughafen wird von den brasilianischen Fluggesellschaften Azul Linhas Aéreas, Gol Linhas Aéreas, LATAM Airlines Brasil und Passaredo Linhas Aéreas genutzt.

## Verkehrszahlen
| Jahr | Fluggastaufkommen | Fluggastaufkommen | Luftfracht (Tonnen) (mit Luftpost) | Luftfracht (Tonnen) (mit Luftpost) | Flugbewegungen | Flugbewegungen |
| ---- | ----------------- | ----------------- | ---------------------------------- | ---------------------------------- | -------------- | -------------- |
| 2018 | 9.206.059         | 0–0,44 %          | 6.680                              | +91,35 %                           | 100.144        | 0–1,88 %       |
| 2017 | 9.247.185         | 0+2,00 %          | 3.491                              | +39,42 %                           | 102.067        | 0–3,41 %       |
| 2016 | 9.065.905         | 0–5,74 %          | 2.504                              | –13,42 %                           | 105.671        | –12,33 %       |
| 2015 | 9.618.197         | 0–3,09 %          | 2.892                              | –43,17 %                           | 120.538        | 0–4,18 %       |
| 2014 | 9.924.977         | 0+7,83 %          | 5.089                              | –42,35 %                           | 125.798        | 0–1,20 %       |
| 2013 | 9.204.603         | 0+2,24 %          | 8.828                              | +29,96 %                           | 127.328        | 0–5,94 %       |
| 2012 | 9.002.863         | 0+5,73 %          | 6.793                              | +16,66 %                           | 135.373        | 0+4,43 %       |
| 2011 | 8.515.021         | 0+8,85 %          | 5.823                              | +71,21 %                           | 129.629        | 0+2,46 %       |
| 2010 | 7.822.848         | +53,40 %          | 3.401                              | 0–4,57 %                           | 126.515        | +30,33 %       |
| 2009 | 5.099.643         | +40,53 %          | 3.564                              | +42,05 %                           | 97.075         | +35,72 %       |
| 2008 | 3.628.766         | +12,89 %          | 2.509                              | 0–8,20 %                           | 71.527         | 0+8,89 %       |
| 2007 | 3.214.415         | 0–9,53 %          | 2.733                              | –23,88 %                           | 65.689         | 0+1,68 %       |
| 2006 | 3.553.177         | 3.553.177         | 3.590                              | 3.590                              | 64.603         | 64.603         |

1. ↑  Ab 2010 wird auch Transitfracht berücksichtigt.

## Zwischenfälle
- Am 27. September 1946 flog eine Douglas DC-3A-228D der Panair do Brasil (Luftfahrzeugkennzeichen PP-PCH) im Anflug auf den Flughafen Rio de Janeiro–Santos Dumont in einen Berg. Alle 25 Insassen, drei Besatzungsmitglieder und 22 Passagiere, wurden getötet.[6]

- Am 23. Dezember 1946 kollidierte eine aus Natal kommende Avro York der argentinischen Flota Aérea Mercante Argentina (FAMA) (LV-XIG) im Anflug auf den Flughafen Rio de Janeiro-Santos Dumont mit dem 990 m hohen Berg Pico de Papagaio. Alle 21 Insassen wurden getötet.[7]

- Am 8. März 1947 kollidierte eine landende Douglas DC-3 der Panair do Brasil (PP-PCK) auf dem Flughafen Rio de Janeiro-Santos Dumont mit der auf der Landebahn rollenden Focke-Wulf Fw 200 PP-CBI der ebenfalls brasilianischen Cruzeiro do Sul. Personen kamen nicht zu Schaden; die Fw 200 wurde zum Totalverlust.[8]

- Am 8. September 1950 verloren an einer Curtiss C-46A-45-CU Commando der brasilianischen Transportes Aéreos Bandeirantes (TABA) (PP-LDB) im Anflug auf den Flughafen Rio de Janeiro–Santos Dumont beide Triebwerke an Leistung. Der Kapitän entschied, zum nahegelegenen Flughafen Rio de Janeiro–Galeao auszuweichen. Jedoch ging immer mehr Höhe verloren, so dass eine Notwasserung in der Guanabara-Bucht unvermeidlich wurde. Alle drei Besatzungsmitglieder, die einzigen Insassen, überlebten den Unfall.[9]

- Am 21. Februar 1951 wurde eine Curtiss C-46A-60-CS Commando der brasilianischen Companhia Itaú de Transportes Aéreos (PP-ITF) im Anflug auf den Flughafen Rio de Janeiro–Santos Dumont durch Turbulenzen derart beeinflusst, dass sie vor der Landebahn 02 aufsetzte. Das rechte Hauptfahrwerk brach ab und das rechte Triebwerk wurde beschädigt. Dennoch gab der Kapitän Vollgas, um auf dem Flughafen Rio de Janeiro–Galeao eine Ausweichlandung durchzuführen, bei der das Flugzeug durch Feuer zerstört wurde. Alle vier Besatzungsmitglieder, die einzigen Insassen auf dem Frachtflug, überlebten den Unfall.[10]

- Am 15. April 1951 überrollte eine Curtiss C-46A-45-CU Commando der brasilianischen Loide Aéreo Nacional (PP-LDC) bei der Landung mit Rückenwind auf dem Flughafen Rio de Janeiro-Santos Dumont das Landebahnende in die Guanabara-Bucht und wurde zerstört. Alle 38 Insassen überlebten.[11]

- Am 21. Februar 1952 fiel an einer Curtiss C-46A-5-CU Commando der brasilianischen VARIG (PP-VCB) nach dem Abheben vom Flughafen Rio de Janeiro–Santos Dumont das Triebwerk Nr. 1 (links) aus. Im Gegensatz zu den notwendigen Verfahren wurde dessen Propeller nicht in die Segelstellung gebracht, was zum Strömungsabriss und zum Aufschlag im Wasser der Guanabara-Bucht führte. Die drei Besatzungsmitglieder, die einzigen Insassen auf dem Flug, überlebten den Unfall.[12]

- Am 4. März 1954 fiel an einer Curtiss C-46D-10-CU Commando der brasilianischen Loide Aéreo Nacional (PP-LPH) während eines Trainingsflugs am Flughafen Rio de Janeiro–Santos Dumont nach einem Touch-and-Go ein Triebwerk aus. Die Maschine kollidierte mit dem Mast eines Schiffs und fiel ins Wasser. Alle drei Besatzungsmitglieder, die einzigen Insassen, überlebten den Unfall. Das Flugzeug wurde irreparabel beschädigt.[13]

- Am 12. September 1954 kehrten die Piloten einer Douglas DC-3/C-47A der brasilianischen Cruzeiro do Sul (PP-CDJ) zum Startflughafen Rio de Janeiro-Santos Dumont zurück, als die Wetterbedingungen am Zielflughafen São Paulo-Congonhas unter die Minima gefallen waren. Wegen schwerer Vibrationen im Triebwerk 1 (links) wurde dieses abgestellt. Im Endanflug war das Flugzeug zu hoch; beim versuchten Durchstarten geriet das Flugzeug in einen Sinkflug und schlug auf das Wasser der Guanabara-Bucht auf. Bei diesem Unfall wurden 6 der 21 Passagiere getötet, alle 4 Besatzungsmitglieder und die anderen 15 Passagiere überlebten.[14]

- Am 11. Januar 1958 verunglückte eine Fairchild C-82A Packet der Cruzeiro do Sul (PP-CEH) auf einem Trainingsflug am Flughafen Rio de Janeiro-Santos Dumont (Brasilien). Mit Blindflugabdeckungen an den Frontscheiben flog die Maschine zu tief, kollidierte mit einer Absperrung und stürzte in die Guanabara-Bucht. Alle drei Besatzungsmitglieder, die einzigen Insassen, überlebten.[15]

- Am 1. Februar 1958 fiel bei einer Douglas DC-4 der brasilianischen Loide Aéreo Nacional (PP-LEM) während eines nächtlichen Starts vom Flughafen Rio de Janeiro-Santos Dumont das Triebwerk Nr. 4 (rechts außen) aus. Die Besatzung führte einen Startabbruch durch. Etwa 100 Meter vor dem Startbahnende platzte ein Reifen, wodurch die Maschine von der Bahn abkam und Feuer fing. Von den 67 Insassen kamen 5 ums Leben, zwei Besatzungsmitglieder und 3 Passagiere.[16]

- Am 31. Mai 1958 fiel an einer Curtiss C-46D-15-CU Commando der brasilianischen Paraense Transportes Aéreos (PP-BTB) während des Starts vom Flughafen Rio de Janeiro–Santos Dumont das Triebwerk Nr. 1 (links) aus. Das Flugzeug kollidierte mit dem Mast eines Frachtschiffs und stürzte ab. Alle 4 Besatzungsmitglieder, die einzigen Insassen auf dem Frachtflug, kamen ums Leben.[17]

- Am 30. Dezember 1958 startete eine Saab Scandia der brasilianischen VASP (Viação Aérea São Paulo) (PP-SQE) vom Flughafen Rio de Janeiro-Santos Dumont zu einem Flug zum Flughafen São Paulo-Congonhas. Während des Starts fiel in 50 Meter Höhe das (linke) Triebwerk Nr. 1 aus. Beim Versuch der Rückkehr kam es zu einem Strömungsabriss; das Flugzeug stürzte in die Guanabara-Bucht. Dabei kamen 21 der 37 Insassen ums Leben.[18][19]

- Am 6. Januar 1959 überrollte eine Curtiss C-46A-45-CU Commando der brasilianischen Paraense Transportes Aéreos (PP-LDH) bei der Landung auf dem Flughafen Rio de Janeiro–Santos Dumont das Landebahnende und fiel ins Meer. Die leere Maschine befand sich auf einem nur 14 Kilometer langen Überführungsflug vom Flughafen Rio de Janeiro–Galeao. Alle fünf Besatzungsmitglieder, die einzigen Insassen, überlebten den Unfall. Das Flugzeug wurde irreparabel beschädigt.[20]

- Am 25. Februar 1960 kollidierte eine Douglas DC-3/C-47A-25-DK der brasilianischen REAL Transportes Aéreos (PP-AXD) im Anflug auf den Flughafen Rio de Janeiro-Santos Dumont mit einer Douglas DC-6/R6D-1 der United States Navy (Bu 131582). Beide Maschinen stürzten ab, wobei 61 Menschen getötet wurden: Alle 26 Menschen an Bord der DC-3 sowie 35 von 38 in der DC-6 starben.[21][22]

- Am 12. Dezember 1961 wurde mit einer Curtiss C-46A-55-CK Commando der brasilianischen VARIG (PP-VBM) auf einem Trainingsflug vom Flughafen Rio de Janeiro–Santos Dumont der Ausfall des Triebwerks Nr. 1 (links) simuliert. Der zugehörige Propeller wurde in die Segelstellung gebracht, ging jedoch stattdessen in den Umkehrschub-Modus. Damit konnte das Flugzeug die Küste nicht erreichen und musste 50 Meter vom Strand Praia de Itaipu notgewassert werden. Beide Piloten, die einzigen Insassen, überlebten den Unfall.[23]

- Am 20. August 1965 kehrten die Piloten einer Convair CV-240-0 der brasilianischen Cruzeiro do Sul (PP-CFD) zum Startflughafen Rio de Janeiro-Santos Dumont zurück, nachdem bald nach dem Start ein Triebwerk ausgefallen war. Bei der Landung geriet das Flugzeug nach links von der Landebahn ab, wobei das linke Hauptfahrwerk zusammenbrach. Alle 33 Insassen, 5 Besatzungsmitglieder und 28 Passagiere, überlebten den Totalschaden.[24]

- Am 21. Oktober 1966 kam eine Vickers Viscount 701 der Viação Aérea São Paulo (VASP) (PP-SRM) bei der Landung auf dem Flughafen Rio de Janeiro-Santos Dumont von der nassen Landebahn ab und erst in den Felsbrocken eines Wellenbrechers zum Stillstand. Alle 30 Insassen überlebten. Das Flugzeug wurde irreparabel beschädigt.[25]

- Am 8. Dezember 1967 trat an einer Vickers Viscount 742D der brasilianischen Luftstreitkräfte (FAB 2100) eine Störung der Fahrwerksbetätigung auf, woraufhin eine Notlandung auf dem Flughafen Rio de Janeiro-Santos Dumont durchgeführt wurde. Die rechte Tragfläche schleifte auf der Landebahn entlang und fing Feuer. Alle 18 Insassen überlebten, darunter der damalige Militärdiktator Arthur da Costa e Silva. Das Flugzeug wurde irreparabel beschädigt.[26][27]

- Im Jahr 1968 (genaues Datum unbekannt) wurde eine Curtiss TC-46A Commando der brasilianischen VASP (Viação Aérea São Paulo) (PP-NME) am Flughafen Rio de Janeiro–Santos Dumont irreparabel beschädigt. Nähere Einzelheiten sind derzeit nicht verfügbar. Über Personenschäden ist nichts bekannt.[28]

- Am 6. November 1968 kam es mit einer Douglas DC-4/C-54A-15-DC der brasilianischen Viação Aérea São Paulo (VASP) (PP-LEW) auf dem Flughafen Rio de Janeiro-Santos Dumont zu einer Bauchlandung, weil die Crew vergessen hatte, das Fahrwerk auszufahren. Alle Insassen überlebten den Totalschaden.[29]

- Am 23. August 1973 stürzte eine NAMC YS-11 der Viação Aérea São Paulo (VASP) (PP-SMJ) nach einem missglückten Startabbruch vom Flughafen Rio de Janeiro-Santos Dumont in die Guanabara-Bucht. Der Kapitän hatte im letzten Moment noch versucht, die nicht rechtzeitig abbremsbare Maschine durch ein Einziehen des Fahrwerks vor dem Sturz ins Wasser zu stoppen (siehe auch VASP-Flug 012).[30]